# Pancadinha
Fabrício Dias Nunes da Silva, o Pancadinha (Itabuna,15 de setembro de 1988), é um político e cantor brasileiro, filiado ao Solidariedade. Nas eleições de 2022, foi eleito deputado estadual pela Bahia.